# Ematurga obsoletaria
Ematurga obsoletaria là một loài bướm đêm trong họ Geometridae.